# Hynek Hanza
Hynek Hanza (* 14. října 1977 Teplice) je český politik a ekonom, v letech 2020 až 2024 senátor za obvod č. 32 – Teplice, v letech 2016 až 2020 zastupitel Ústeckého kraje, od roku 2010 zastupitel, v letech 2018 až 2022 primátor města Teplice (předtím v letech 2010 až 2018 a opět v letech 2022 až 2025 první náměstek primátora), člen ODS.

## Život
Vystudoval Gymnázium Teplice a následně obor podniková ekonomika na Ekonomické fakultě Technické univerzity v Liberci (získal titul Bc.).
V Liberci pak několik let bydlel a pracoval. Před nástupem do aktivní politiky se živil jako obchodní manažer a později ředitel realitní kanceláře.
Hynek Hanza žije ve městě Teplice. Je rozvedený, má jednoho syna.

## Politická kariéra
Od roku 1997 je členem ODS. Ve straně zastává funkce 1. místopředsedy regionálního sdružení a člena oblastní rady.
V komunálních volbách v roce 1998 kandidoval za ODS do Zastupitelstva města Teplice, ale nebyl zvolen. Neuspěl ani ve volbách v roce 2002. Zastupitelem se stal až po volbách v roce 2010. V listopadu 2010 byl zvolen jediným náměstkem primátora města. Ve volbách v roce 2014 obhájil post zastupitele města a následně i 1. náměstka primátora. V působnosti měl dopravu a životní prostředí, územní plánování a stavební řád a městskou policii.
Také ve volbách v roce 2018 obhájil post zastupitele města Teplice. Vítězná ODS vytvořila koalici se třetím hnutí ANO 2011 a Hanza se dne 2. listopadu 2018 stal novým primátorem města. Nahradil dlouholetého primátora Jaroslava Kuberu (ve funkci byl 24 let), který se rozhodl plně věnovat práci v Senátu PČR.
V krajských volbách v roce 2016 byl zvolen za ODS zastupitelem Ústeckého kraje. Působil jako člen Výboru pro kulturu a památkovou péči a člen Komise pro Smart Region Ústecký kraj. Ve volbách v roce 2020 již nekandidoval. V krajských volbách v roce 2024 opět kandidoval, ale nebyl zvolen.
Ve volbách do Poslanecké sněmovny PČR v roce 2013 kandidoval za ODS na posledním místě kandidátky v Ústeckém kraji, ale neuspěl.
V doplňovacích volbách do Senátu PČR v roce 2020 kandidoval za ODS v obvodu č. 32 – Teplice na místo po zesnulém Jaroslavu Kuberovi. Mandát senátora získal, když ve druhém kole zvítězil nad kandidátem hnutí SEN 21 Zdeňkem Bergmanem poměrem hlasů 57,17 % : 42,82 %.
V Senátu je členem Senátorského klubu ODS a TOP 09, Podvýboru pro regiony v transformaci Výboru pro územní rozvoj, veřejnou správu a životní prostředí, je rovněž místopředsedou Výboru pro územní rozvoj, veřejnou správu a životní prostředí.
V komunálních volbách v roce 2022 vedl v Teplicích kandidátku subjektu „ODS spolu s TOP 09“. Mandát zastupitele města obhájil. Uskupení „ODS spolu s TOP 09“ skončilo ve volbách druhé, následně uzavřelo koalici s vítězným hnutím ANO. Novým primátorem města se tak stal na začátku listopadu 2022 dosavadní náměstek primátora Jiří Štábl, Hanza byl zvolen 1. náměstkem primátora.
Ve volbách do Senátu PČR v roce 2024 obhajoval za ODS mandát senátora v obvodu č. 32 – Teplice. Podpořili ho též Svobodní, KDU-ČSL a TOP 09. V prvním kole skončil druhý, když získal 25,46 % hlasů. Ve druhém kole se utkal s členem hnutí ANO Janem Schillerem, s nímž prohrál poměrem hlasů 42,79 % : 57,20 %. Mandát senátora se mu tak nepodařilo obhájit.
Na začátku ledna 2025 vypověděla ODS v Teplicích koaliční smlouvu s hnutím ANO. Na konci ledna byl tak z pozice 1. náměstka primátora města odvolán.